# Prebiotyk
Prebiotyk – substancja obecna lub wprowadzana do pożywienia w celu pobudzania rozwoju prawidłowej flory jelit, poprawiająca w ten sposób zdrowie. Prebiotykiem może być naturalny składnik diety np. skrobia, błonnik pokarmowy lub dodatki do żywności (suplementy diety) o charakterze prozdrowotnym – healthy food for the colon.
W odróżnieniu od probiotyku nie zawiera żadnych mikroorganizmów, a jedynie substancje stymulujące. Prebiotyki to nietrawione – oporne na działanie enzymów trawiennych w przewodzie pokarmowym – składniki żywności, które korzystnie oddziałują na gospodarza przez selektywną stymulację wzrostu lub aktywności jednego rodzaju lub ograniczonej liczby bakterii w okrężnicy i w ten sposób poprawiają zdrowie gospodarza. Tymi substancjami mogą być białka, tłuszcze, oligo- lub polisacharydy, które nie ulegają trawieniu i w formie niezmienionej docierają do światła jelita, by tam rozwijać swoje działanie.
Prebiotyki ulegają fermentacji w przewodzie pokarmowym gospodarza za sprawą działania mikroflory jelitowej, w procesie tym powstają krótkołańcuchowe kwasy karboksylowe:
- masłowy – mający znaczenie w utrzymywaniu prawidłowej struktury i funkcji kolonocytów
- propionowy
- octowy[3]
- oraz niskocząsteczkowe produkty przemiany materii (diacetyl), kwas 2-pirolidono-5karboksylowy, bakteriocyny, a także pochodne tlenu[4]

Najczęściej stosowanymi prebiotykami są:
- poli- i oligosacharydy – inulina, fruktooligosacharydy (FOS) zawarte w roślinach, takich jak: szparagi, karczochy, cykoria, cebula[5]
- mannanoligosacharydy (MOS)
- laktuloza – polimer fruktozo-glukozowy powstający podczas przemian laktozy[4]

Połączenie prebiotyku i probiotyku w jednym preparacie nosi nazwę synbiotyku.

## Produkty spożywcze bogate w prebiotyki
Korzeń cykorii jest uważany za najbogatsze naturalne źródło prebiotyków. Inne tradycyjne źródła dietetyczne obejmują fasolę, topinambur, kłębian kątowaty, surowy owies, nieoczyszczoną pszenicę, nieoczyszczony jęczmień i yacón. Niektóre z naturalnie występujących w mleku matki oligosacharydów uważa się za odgrywające ważną rolę w rozwoju zdrowego układu odpornościowego u dzieci.
Lista powszechnie dostępnych w Polsce produktów spożywczych zawierających duże ilości błonnika prebiotycznego:
| Nazwa produktu spożywczego                            | Zawartość błonnika prebiotycznego [%] |
| ----------------------------------------------------- | ------------------------------------- |
| Guma arabska                                          | 85                                    |
| Korzeń cykorii, suchy, surowy                         | 64,6                                  |
| Mniszek, korzeń suchy, surowy                         | do 40                                 |
| Topinambur, bulwa sucha, surowa                       | 31,5                                  |
| Mniszek, liście suche, surowe                         | 24,3                                  |
| Czosnek, suchy, surowy                                | 17.5                                  |
| Por, suchy, surowy                                    | 11,7                                  |
| Cebula, sucha, surowa                                 | 8,6                                   |
| Szparagi, surowe                                      | 5                                     |
| Otręby pszeniczne, surowe                             | 5                                     |
| Pełnoziarnista mąka pszeniczna, po obróbce termicznej | 4,8                                   |
| Banan, surowy                                         | 1                                     |

Choć w środowisku dietetyków nie ma jednomyślności w stosunku do zalecanej dziennej dawki błonnika prebiotycznego w diecie, to rekomendacje zwykle zawierają się w przedziale 4 do 9 gramów na dobę dla utrzymania zdrowego układu pokarmowego oraz do 15 gramów na dobę dla osób cierpiących na zaburzenia trawienne.
Lista produktów spożywczych, wraz z ich ilością jaką należy spożyć aby zaspokoić dzienne zapotrzebowanie na błonnik prebiotyczny w diecie:
| Nazwa produktu spożywczego                            | Ilość produktu zawierająca 6g błonnika prebiotycznego [g] |
| ----------------------------------------------------- | --------------------------------------------------------- |
| Korzeń cykorii, suchy, surowy                         | 9,3                                                       |
| Mniszek, korzeń suchy, surowy                         | min 15                                                    |
| Topinambur, bulwa sucha, surowa                       | 19,3                                                      |
| Mniszek, liście suche, surowe                         | 24,7                                                      |
| Czosnek, suchy, surowy                                | 34,3                                                      |
| Por, suchy, surowy                                    | 51,3                                                      |
| Cebula, sucha, surowa                                 | 69,8                                                      |
| Cebula, poddana obróbce termicznej                    | 120                                                       |
| Szparagi, surowe                                      | 120                                                       |
| Otręby pszeniczne, surowe                             | 120                                                       |
| Pełnoziarnista mąka pszeniczna, po obróbce termicznej | 125                                                       |
| Banan, surowy                                         | 600                                                       |

## Korzyści zdrowotne
Wiele badań wykazuje potencjalny wpływ spożycia prebiotyków na absorpcję wapnia oraz innych minerałów, efektywność układu odpornościowego, pH jelit, zmniejszenie ryzyka zachorowania na raka jelita grubego, choroby zapalne jelit (choroba Crohna i wrzodziejące zapalenie jelita grubego), nadciśnienie oraz poprawę jakości snu.

## Test BBC diety wzbogaconej o probiotyki i prebiotyki
BBC w programie The Truth About Food': How to be healthy (pol. "Prawda o jedzeniu", odc. "Jak być zdrowym") przeprowadziła eksperyment porównawczy diety zawierającej duże ilości probiotyków i prebiotyków. Grupa testowa składała się z 8 kowbojów podzielonych na dwie równe grupy: pierwsza grupa przez tydzień stosowała dietę wzbogaconą o bakterie probiotyczne w jogurtach, druga przez ten sam okres stosowała dietę zawierającą duże ilości prebiotyków – głównie inuliny. Po tygodniu badania laboratoryjne wykazały, że stosowanie diety prebiotycznej spowodowało przeciętne zwiększenie ilości bakterii w jelitach o 133 miliony, podczas gdy grupa spożywająca produkty probiotyczne nie odnotowała istotnej różnicy.